# Виља Луз, Ел Посито (Ермосиљо)
Виља Луз, Ел Посито (шп. Villa Luz, El Pocito) насеље је у Мексику у савезној држави Сонора у општини Ермосиљо. Насеље се налази на надморској висини од 42 м.

## Становништво
Према подацима из 2010. године у насељу је живело 16 становника.

### Хронологија
| Година       | 2000         | 2005         | 2010 |
| ------------ | ------------ | ------------ | ---- |
| Становништво | 49 (23 / 26) | 49 (23 / 26) | 16   |

### Попис
| # | Индикатор                     | Вредност |
| - | ----------------------------- | -------- |
| 1 | Укупно домаћинстава           | 35       |
| 2 | Укупно насељених домаћинстава | 2        |
| 3 | Величина локације             | 1        |